# Hotinja vas
Hotinja vas je naselje na severozahodu Dravskega polja v Občini Hoče - Slivnica.
Gručasto ravninsko naselje leži okoli 12 km južno ob Maribora med Štajersko in Podravsko avtocesto. Mimo teče še železniška proga Maribor - Celje. Naselje sestoji iz starega vaškega jedra na vzhodu in vzdolž Hotinjske ceste ter novejšega dela na severu, jugu in v vrzelih med starejšimi hišami. Hotinja vas je strnjena z manjšo Orehovo vasjo, kjer je povezava na avtocesto in železniško progo. V centru vasi je gasilski dom s kulturnim domom, vaška trgovina in nekaj drugih storitev. Večina prebivalcev dela v Mariboru, razen kmetovalcev, ki jih je na območju Dravskega polja veliko. Po poljedelstvu je tudi poimenovan del vasi vzhodno od strnjenega naselja, imenovan Hotinjska Agrarna. Čeprav je vas v občini Hoče-Slivnica pa ta za storitve veliko bolj gravitira k bližnjim Račam ter k Mariboru.